# Jílovec

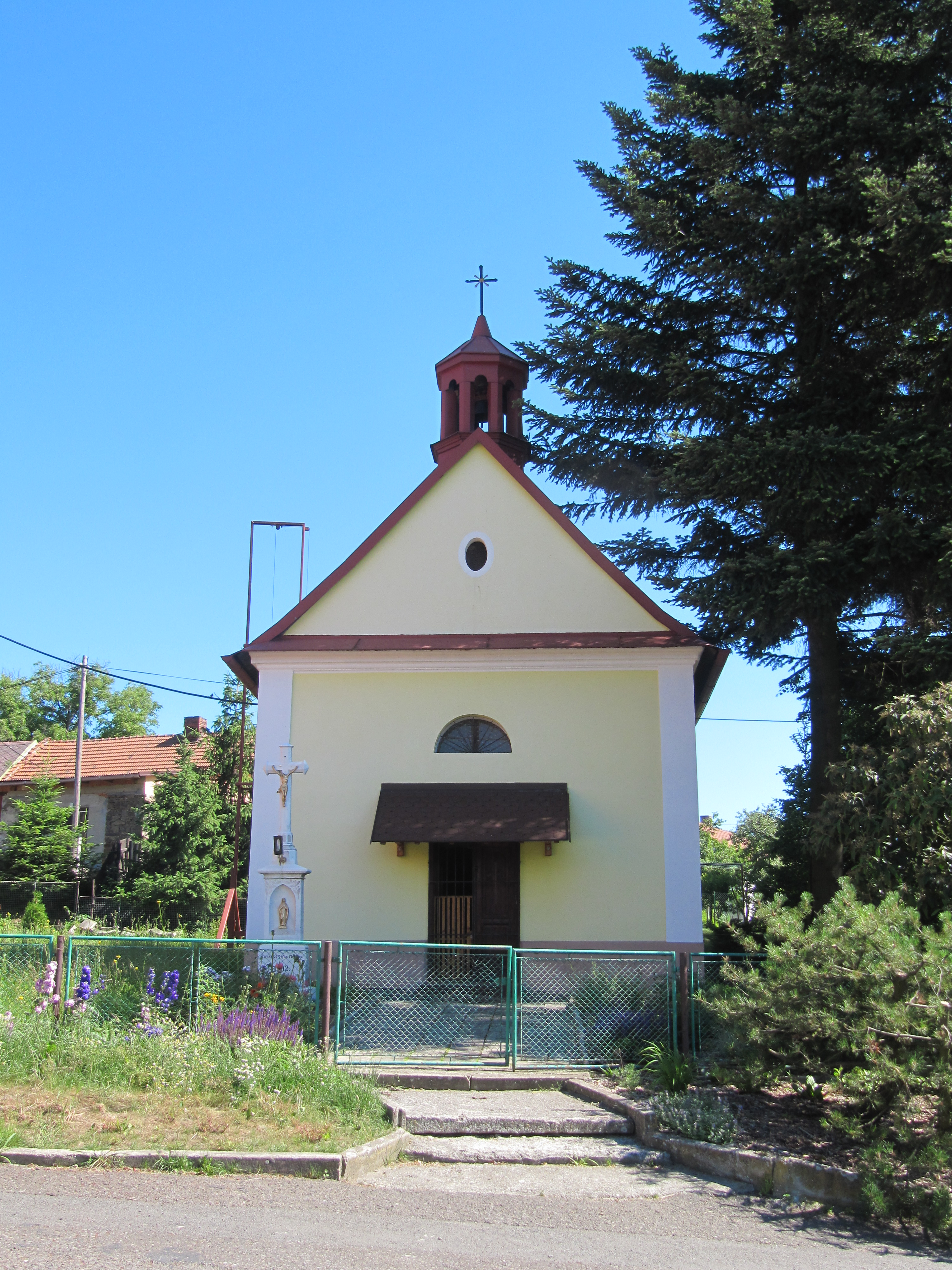
Kapelle des hl. Florian

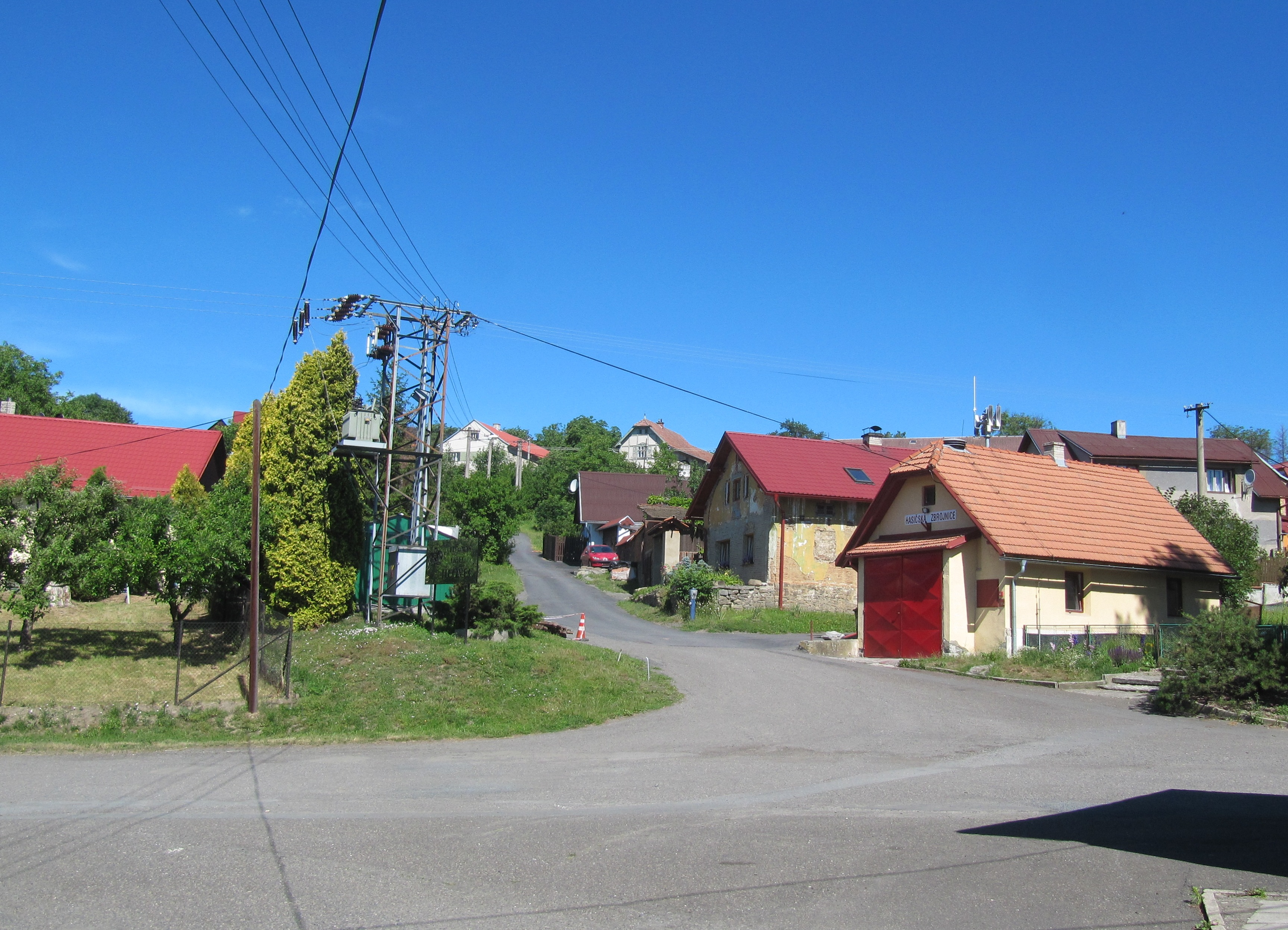
Ortsansicht

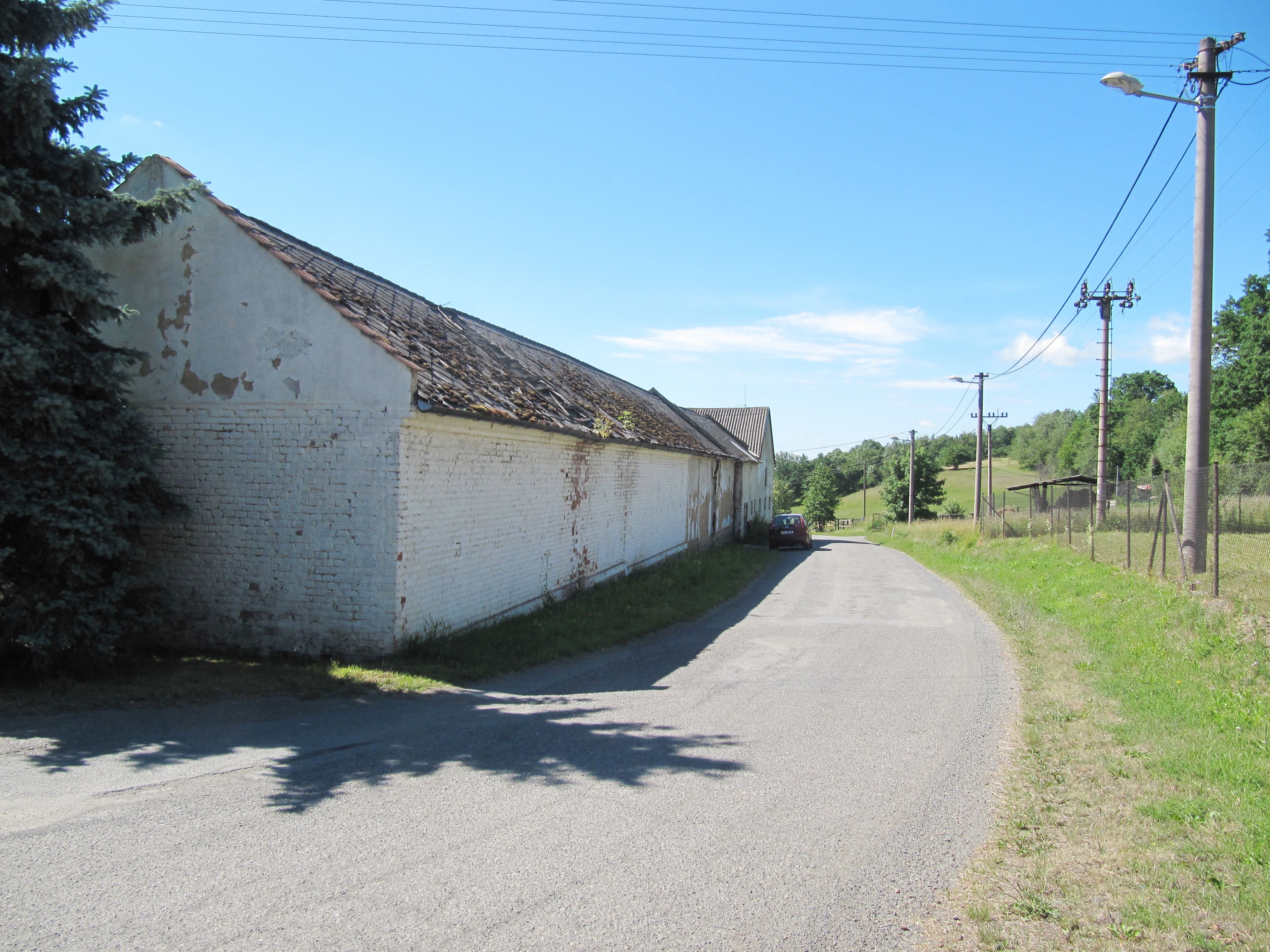
Erbrichterei

Jílovec (deutsch Eilowitz) ist ein Ortsteil der Stadt Fulnek in Tschechien. Er liegt vier Kilometer nordöstlich von Fulnek und gehört zum Okres Nový Jičín.

## Geographie
Der Rundling Jílovec befindet sich an einer Anhöhe der Vítkovská vrchovina (Wigstadtler Bergland) zwischen den Tälern des Děrenský potok (Entebach) und Bravinský potok. Südlich des Ortes verläuft die Staatsstraße II/442 zwischen Fulnek und Bílovec, von der eine Stichstraße nach Jílovec führt. Das Dorf liegt im Naturpark Oderské vrchy.
Nachbarorte sind Dolní Nový Dvůr und Bravinné im Norden, Hubleska, Labuť und Bílovec im Nordosten, Bílov und Pohořílky im Osten, Dolní Dvůr und Pustějov im Südosten, Kujavy und Stachovice im Süden, Kostelec im Südwesten, Děrné und Hájek im Westen sowie Vrchy und Lukavec im Nordwesten.

## Geschichte
Die erste urkundliche Erwähnung des Dorfes erfolgte am 26. Februar 1293, als der Besitzer des Fulneker Gebiets, Ulrich von Lichtenburg, die Vogtei in Gilwecz nach dem Leobschützer Recht an den Vogt Scedron verlieh. Im Jahre 1389 stiftete Beneš von Krawarn auf Fulnek dem von ihm gegründeten Augustiner-Chorherrenstift Fulnek die Dörfer Gylowecz und Tyrn, die Salzbänke in Fulnek und weiteres Zubehör. Die Herren von Krawarn hielten aber weiterhin die Lehnsherrschaft über die Stiftsdörfer. Während der Hussitenkriege sah sich das Stift zur Verpfändung eines Teils seiner Güter gezwungen. Im Jahre 1430 befahl Latzek von Krawarn zu bestimmten Zeiten den ausschließlichen Ausschank Fulneker Biers auf den zum Gut Luck gehörigen Dörfern Tyrn, Gylowecz und Petrowitz; zugleich untersagte er dort die Ansiedlung von Handwerkern. Nachdem der Troppauer Herzog Wenzel II. bereits 1433 die Einlegung sämtlicher Güter des Fulneker Augustinerstifts in die Landtafel befohlen hatte, klagte das Stift in den Jahren 1437–1450 vor dem Landgericht erfolgreich gegen die Herren von Krawarn, die ihre Lehnsrechte durch den Erwerb aller Pfandbriefe über die Stiftsgüter weiter zu behaupten suchten.
Johann von Zierotin, der die Herrschaft Fulnek 1475 vom Troppauer Herzog Viktorin gekauft hatte, ließ sowohl seine Herrschaft als auch die Stiftsgüter anstatt in der Troppauer Landtafel in der mährischen Landtafel in Olmütz einlegen. Nachdem 1480 gleiches auch mit der Herrschaft Odra erfolgen sollte, brach zwischen den Troppauer und den mährischen Ständen ein Grenzstreit aus. Am 28. Oktober 1481 verglich sich Herzog Viktorin mit den Vertretern der mährischen Stände, Bischof Protasius und Landeshauptmann Ctibor von Cimburg darüber, dass die Oder die Grenze zwischen dem Herzogtum Troppau und dem Markgraftum Mähren bilden sollte und die Herrschaften Fulnek und Odra damit beim Herzogtum Troppau verbleiben sollten. Die vorgesehene endgültige Entscheidung erfolgte jedoch nicht. Zur Beilegung des weiter anhaltenden Streites wurde 1493 eine neue Grenzziehung zwischen Mähren und Schlesien vorgenommen, bei der die Herrschaft Fulnek endgültig dem Markgraftum Mähren zugeschlagen und die Stiftsdörfer Petrowitz, Altstadt, Bielowetz, Bielau, Gylowecz, Luck und Tyrn bei Schlesien verblieben.
Das älteste Ortssiegel stammt von 1706; es zeigte eine auf einem Ast stehende Eule vor einem Hügel. Der Probst Casimir Johann Barwig ließ in der Mitte des 18. Jahrhunderts in Petrowitz ein Barockschlösschen errichten, das ihm als Sommersitz und zugleich als Herrschaftssitz der schlesischen Güter der Fulneker Augustiner-Chorherren diente. Im Zuge der Josephinischen Reformen wurde das Stift Fulnek 1784 aufgehoben und seine Güter dem Religionsfonds übertragen. Im Jahre 1787 standen 23 Häuser in Eylowitz. 1820 gab es im Ort eine Erbrichterei, acht Bauern und 15 Häusler. 1825 verkaufte die k. k. Staatsgüterveräußerungskommission die schlesischen Güter des ehemaligen Stiftes Fulnek als Gut Luk und Petrowitz an den Besitzer der Primogenitur-Pekuniar-Fideikommissherrschaft Fulnek mit Groß Glockersdorf, Klein Glockersdorf und Stettin, Karl Joseph Czeike von Badenfeld.
Im Jahre 1834 bestand Eylowitz bzw. Gilowetz aus 20 dicht beieinander stehenden, ärmlichen Häusern, in denen 114 lachischsprachige Personen lebten. Haupterwerbsquelle waren der Ackerbau und die Viehzucht. Auf der Anhöhe über dem Dorf stand eine Windmühle. Pfarrort war Fulnek, die Kinder waren nach Tyrn eingeschult. 1842 erwarb Christian Freiherr von Stockmar die Herrschaften Fulnek und Petrowitz; er verlegte die Verwaltung der Minderherrschaft Petrowitz von Luk nach Fulnek.
Nach der Aufhebung der Patrimonialherrschaften bildete Eylowitz / Jilové ab 1849 einen Ortsteil der Gemeinde Luck / Lukavec im Gerichtsbezirk Wagstadt. Ab 1869 bildete Eylowitz eine eigene Gemeinde, die zum  Bezirk Troppau gehörte. Zu dieser Zeit hatte das Dorf 166 Einwohner und bestand aus 26 Häusern. Seit der zweiten Hälfte des 19. Jahrhunderts arbeitete ein Teil der Bewohner in den Fabriken und Manufakturen von Wagstadt und Fulnek. 1896 wurde Eilowitz / Jílovec dem neu gebildeten Bezirk Wagstadt zugeordnet. Im Jahre 1900 lebten in Eilowitz 146 Personen; 1910 waren es 162. Beim Zensus von 1921 lebten in den 26 Häusern des Dorfes 147 Menschen, darunter 86 Tschechen und 61 Deutsche. Im Jahre 1930 bestand Eilowitz aus 36 Häusern und hatte 158 Einwohner; 1939 waren es 147 (88 Deutsche und 59 Tschechen). Nach dem Münchner Abkommen wurde die gemischtsprachige Gemeinde 1938 dem Deutschen Reich zugesprochen und gehörte bis 1945 zum Landkreis Wagstadt. Zu dieser Zeit umfasste das Dorf 24 landwirtschaftliche Anwesen, von denen die Erbrichterei das größte war, eine Schmiede, eine einklassige Volksschule, ein Spritzenhaus, das Gemeindehaus, die Dorfkapelle St. Florian und die Friedhofskapelle St. Annen. Nach dem Ende des Zweiten Weltkrieges kam Jílovec zur Tschechoslowakei zurück, die meisten der deutschsprachigen Bewohner wurden 1946 vertrieben und das Dorf neu besiedelt. Im Jahre 1950 hatte das Dorf nur noch 79 Einwohner. Bei der Gebietsreform von 1960 wurde der Okres Bílovec aufgehoben und Jílovec in den Okres Nový Jičín eingegliedert. Am 1. Januar 1976 erfolgte die Eingemeindung nach Kujavy, seit Beginn des Jahres 1979 ist Jílovec ein Ortsteil von Fulnek. Beim Zensus von 2001 lebten in den 26 Häusern von Jílovec 64 Personen. Im Jahre 2010 hatte der Ortsteil wiederum 64 Einwohner.

## Ortsgliederung
Der Ortsteil Jílovec bildet einen Katastralbezirk.

## Sehenswürdigkeiten
- Kapelle des hl. Florian, am Dorfplatz neben dem Spritzenhaus. Sie wurde 1837 errichtet, im Jahr darauf erfolgte die Weihe. Der Fulneker Grundherr Christian Friedrich von Stockmar übergab die Kapelle später der Gemeinde.
- Steinernes Kreuz vor der Kapelle des hl. Florian, es wurde 1902 anstelle eines durch ein Unwetter zerstörten Holzkreuzes  errichtet.
- Kapelle der hl. Anna, nordöstlich des Dorfes am Friedhof